# Brenthis chlorographa
Brenthis chlorographa är en fjärilsart som beskrevs av Cabeau 1919. Brenthis chlorographa ingår i släktet Brenthis och familjen praktfjärilar. Inga underarter finns listade i Catalogue of Life.